# Vickers Windsor
Vickers Windsor byl návrhem britského čtyřmotorového těžkého bombardéru s dlouhým doletem z období 2. světové války, který navázal svou konstrukcí na letouny Vickers Wellington a Vickers Warwick. Za jeho návrhem jsou konstruktéři Barnes Wallis a Rex Pierson ze společnosti Vickers-Armstrongs v Brooklands. Typ Windsor vznikl jako reakce na ministerskou specifikaci B.3/42.

## Konstrukce

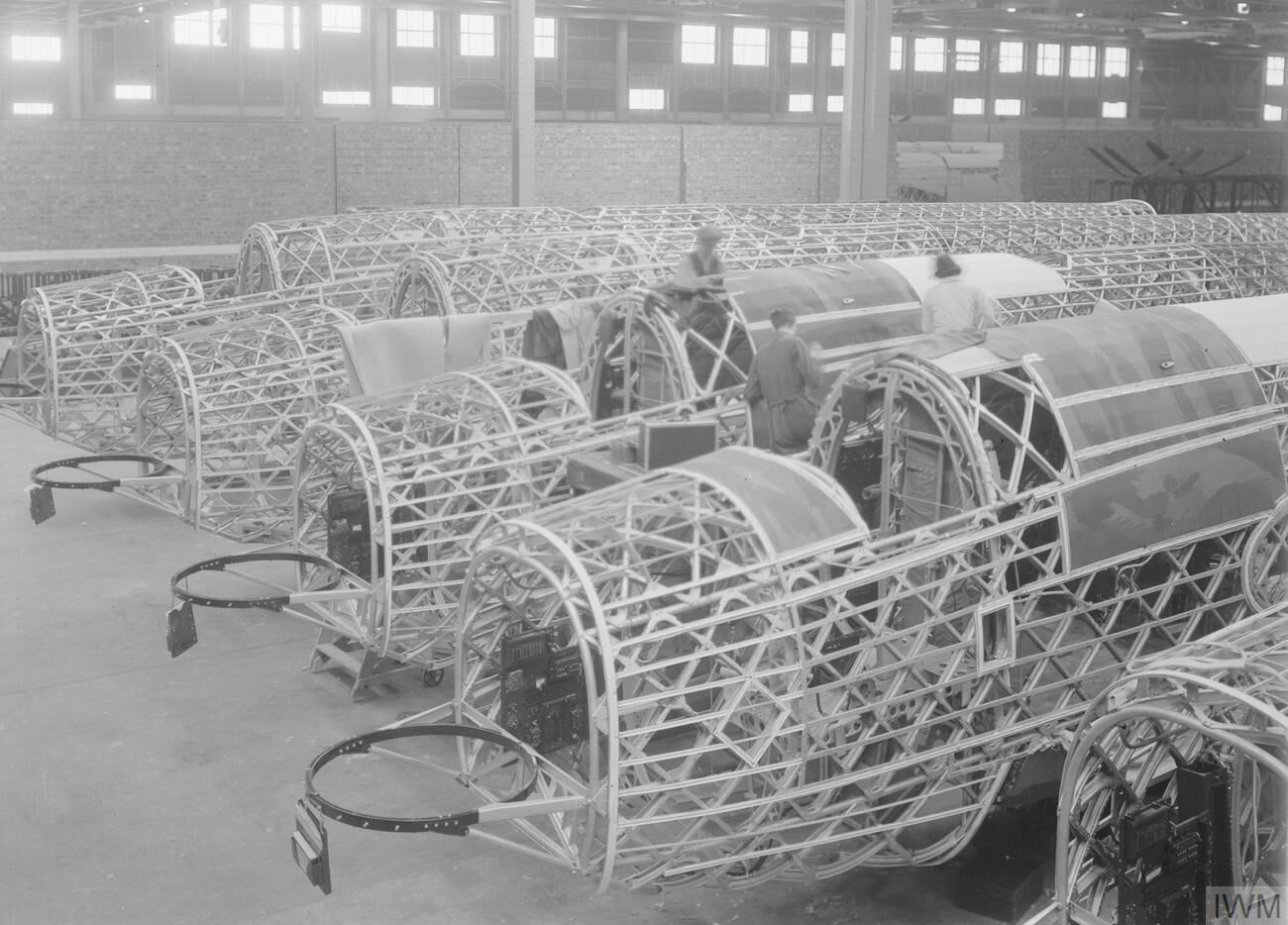
Vickers Windsor používal geodetickou konstrukci jako letoun Vickers Wellington na obrázku.

Letoun měl podobně jako některé předchozí letouny Vickersu geodetickou konstrukci trupu i křídla. Křídlo letounu mělo eliptický tvar půdorysu o rozpětí 117 stop a 2 palcích (35,71 m). Podvozek letounu byl záďového typu s ostruhovým kolečkem. Hlavní podvozek byl zatažitelný a skládal ze čtveřice jednoduchých kol, které se zatahovaly směrem dozadu do motorových gondol. Každé kolo do jedné ze čtyř gondol. Letoun byl poháněn pístovými motory Rolls-Royce Merlin. První letoun motory Merlin 65, pozdější Merlin 85. V návrzích existovala i možnost, že letoun bude poháněn motory Merlin 100, Bristol Hercules nebo Rolls Royce Clyde I.
Třetí prototyp byl vybaven barbetami na vnějších motorových gondolách s dvojicí 20mm kanónů v každé barbetě, které byly ovládány vzdáleně.

## Vznik a vývoj
Společnost Vickers se snažila prosadit s letouny, které využívaly geodetickou konstrukci trupu. Reagovala tak návrhem na specifikaci B.13/36, kterou vyhrál letoun Short Stirling. Další příležitost se naskytla se specifikací B.1/39, ale  ani ta nevyšla pro Vickers dobře. Společnost se dočkala až u specifikace B.5/41, která požadovala výškový těžký bombardér s přetlakovou kabinou pro posádku a schopností létat rychlostí 555 km/h ve výšce 9 450 m. Změny v projektu vedly k vypsání nové specifikace B.3/42, která už neobsahovala přetlakovou kabinu. Na základě této specifikace pak firma Vickers představila Typ 447, který dostal jméno Windsor.
Byly postaveny pouhé tři exempláře letounu. První prototyp vzlétl 23. října 1943, druhý prototyp absolvoval svůj první let 15. února 1944, třetí prototyp vzlétl 11. července 1944. První prototyp DW506 byl poškozen při nouzovém přistání 2. března 1944. Jeho části posloužily pro testování částí.
Letouny byly testovány až do konce války, kdy byla plánovaná sériová výroba 300 kusů zrušena.
Program letounu byl definitivně zrušen 15. března 1946. Druhý letoun DW512 byl zničen v červenci 1946. Všechny letouny byly sešrotovány.

## Varianty
- Type 447 (DW506) – první prototyp, poháněný čtveřicí motorů Rolls-Royce Merlin 65 o výkonu 1 315 koní (981 kW).
- Type 457 (DW512) – druhý prototyp, poháněný čtveřicí motorů Rolls-Royce Merlin 85 o výkonu 1 315 koní (981 kW).
- Type 461 (NK 136) – třetí prototyp, poháněný čtveřicí motorů Rolls-Royce Merlin|Rolls-Royce Merlin 85 o výkonu 1 315 koní (981 kW). Vybaven dvojicí barbet s kanónovou výzbrojí, které se nacházely na koncích vnějších motorových gondol. Byly dálkově ovládané z ocasní části letounu.
- Type 479 – projektová varianta letoun poháněná čtveřicí motorů  Bristol Hercules [6]
- Type 601 (NN673) – rozestavěný letoun poháněný čtveřicí motorů Rolls Royce Clyde I [6]

## Specifikace
Technické údaje
- Posádka: 5-7
- Rozpětí: 35,71 m
- Délka: 23,41 m[6]
- Výška: 7,04 m[6]
- Max. vzletová hmotnost : 24 493 kg
- Pohonná jednotka: 4x pístový motor Rolls-Royce Merlin 65 později 85

Výkony
- Maximální rychlost: 510 km/h ve výšce 7 000 m
- Dolet: 4 651 km s nákladem 3 628 kg pum
- Dostup: 8 305 m[6]

Výzbroj
- 4x letecké kanóny Hispano ráže 20 mm
- 6804 kg bomb